# United We Are
United We Are là album phòng thu đầu tay thuộc thể loại big room house của nhà sản xuất người Hà Lan Hardwell. Nó được phát hành vào ngày 23 tháng 1 năm 2015 thông qua Cloud 9 Dance và Revealed Recordings.

## Đĩa đơn
"Young Again" được phát hành làm đĩa đơn đầu tiên từ album vào ngày 17 tháng 10 năm 2014. Ca khúc đạt vị trí hai mươi ba trên Dutch Top 100, gia nhập tipparade của Ultratop của Bỉ cũng như tại Áo.

## Danh sách bài hát
| STT | Nhan đề                                                         | Sáng tác | Sản xuất                     | Thời lượng |
| --- | --------------------------------------------------------------- | --- | ---------------------------- | ---------- |
| 1.  | "Eclipse"                                                       | Robbert van de Corput                                                                                                | Hardwell                     | 3:12       |
| 2.  | "Follow Me" (hợp tác với Jason Derulo)                          | Corput James 'JHart' Abrahart Jason Desrouleaux Djibril Gibson Kagni Jordan "Trackstorm" Houyez Dino "SIRIUS" Cirone | Hardwell                     | 3:19       |
| 3.  | "Sally" (hợp tác với Harrison)                                  | Corput Harrison Shaw Mark Maitland                                                                                   | Hardwell Anakyn [a]          | 4:38       |
| 4.  | "Let Me Be Your Home" (hợp tác với Bright Lights)               | Corput Heather Bright                                                                                                | Hardwell                     | 3:35       |
| 5.  | "Colors" (cùng Tiësto hợp tác với Andreas Moe)                  | Corput Tijs Verwest Andreas Moe Manuel Reuter Curtis Richa                                                           | Hardwell Tiësto              | 4:00       |
| 6.  | "Where Is Here Now" (cùng Funkerman hợp tác với I-Fan)          | Corput Ardie van Beek Raf Jansen Ivan Perotti                                                                        | Hardwell Funkerman           | 3:15       |
| 7.  | "United We Are" (hợp tác với Amba Shepherd)                     | Corput Amba Shepherd                                                                                                 | Hardwell                     | 5:51       |
| 8.  | "Don't Stop the Madness" (cùng W&W hợp tác với Fatman Scoop)    | Corput Willem van Hanegem Wardt van der Harst Isaac Freeman Danny Boselovic Nick Ditri                               | Hardwell W&W The Disco Fries | 3:45       |
| 9.  | "Young Again" (hợp tác với Chris Jones)                         | Corput Chris Jones Willem Bakker                                                                                     | Hardwell Bakker [b]          | 3:39       |
| 10. | "Echo" (hợp tác với Jonathan Mendelsohn)                        | Corput Jonathan Mendelsohn Cory B (Cory Brunwasser)                                                                  | Hardwell                     | 5:08       |
| 11. | "Arcadia" (cùng Joey Dale hợp tác với Luciana)                  | Corput Joey Daleboudt Luciana Caporaso Nick Clow                                                                     | Hardwell Joey Dale           | 3:13       |
| 12. | "Area 51" (cùng DallasK)                                        | Corput Dallas Koehlke                                                                                                | Hardwell DallasK             | 3:00       |
| 13. | "Nothing Can Hold Us Down" (cùng Headhunterz hợp tác với Haris) | Corput Willem Rebergen Haris Alagic Azra Alagic                                                                      | Hardwell Headhunterz         | 3:18       |
| 14. | "Birds Fly" (hợp tác với Mr Probz)                              | Corput Dennis Stehr G. Early B.S. Issac P.R. Hamilton                                                                | Hardwell                     | 3:27       |

| iTunes bonus track | iTunes bonus track                                                       | iTunes bonus track  | iTunes bonus track | iTunes bonus track |
| STT                | Nhan đề                                                                  | Sáng tác            | Sản xuất           | Thời lượng         |
| ------------------ | ------------------------------------------------------------------------ | ------------------- | ------------------ | ------------------ |
| 15.                | "Dare You (Acoustic Version)" (cùng Bebe Rexha hợp tác với Matthew Koma) | Corput Matthew Koma | Hardwell           | 3:06               |

| Beatport Deluxe Edition | Beatport Deluxe Edition                                                           | Beatport Deluxe Edition |
| STT                     | Nhan đề                                                                           | Thời lượng              |
| ----------------------- | --------------------------------------------------------------------------------- | ----------------------- |
| 1.                      | "Eclipse (Extended Mix)"                                                          | 3:01                    |
| 2.                      | "Follow Me (Club Mix)" (hợp tác với Jason Derulo)                                 | 5:26                    |
| 3.                      | "Sally (Album Version)" (hợp tác với Harrison)                                    | 4:37                    |
| 4.                      | "Let Me Be Your Home (Album Version)" (hợp tác với Bright Lights)                 | 3:35                    |
| 5.                      | "Colors (Extended Mix)" (cùng Tiësto hợp tác với Andreas Moe)                     | 5:07                    |
| 6.                      | "Where Is Here Now? (Album Version)" (cùng Funkerman hợp tác với I-Fan)           | 3:15                    |
| 7.                      | "United We Are (Extended Mix)" (hợp tác với Amba Shepherd)                        | 5:43                    |
| 8.                      | "Don't Stop the Madness (Album Extended Mix)" (cùng W&W hợp tác với Fatman Scoop) | 4:59                    |
| 9.                      | "Young Again (Extended Mix)" (hợp tác với Chris Jones)                            | 5:10                    |
| 10.                     | "Echo (Extended Mix)" (hợp tác với Jonathan Mendelsohn)                           | 6:06                    |
| 11.                     | "Arcadia (Extended Mix)" (cùng Joey Dale hợp tác với Luciana Caporaso)            | 4:58                    |
| 12.                     | "Area51 (Extended Mix)" (cùng DallasK)                                            | 3:43                    |
| 13.                     | "Nothing Can Hold Us Down (Extended Mix)" (cùng Headhunterz hợp tác với Haris)    | 4:00                    |
| 14.                     | "Birds Fly (Album Version)" (hợp tác với Mr Probz)                                | 3:27                    |

Ghi chú
- ^[a]  nghĩa sản xuất ban đầu
- ^[b]  sản xuất thanh nhạc

## Bảng xếp hạng
| BXH (2015)                                    | Vị trí |
| --------------------------------------------- | ------ |
| Úc (ARIA)                                     | 41     |
| Album Áo (Ö3 Austria)                         | 6      |
| Album Bỉ (Ultratop Vlaanderen)                | 13     |
| Album Bỉ (Ultratop Wallonie)                  | 27     |
| Album Bồ Đào Nha (AFP)                        | 10     |
| Album Ý (FIMI)                                | 42     |
| Album Hà Lan (Album Top 100)                  | 1      |
| Album Hungaria (MAHASZ)                       | 39     |
| Album Đức (Offizielle Top 100)                | 11     |
| Album Tây Ban Nha (PROMUSICAE)                | 72     |
| Album Thụy Điển (Sverigetopplistan)           | 35     |
| Album Ireland (IRMA)                          | 84     |
| Nhật Bản (Oricon)                             | 71     |
| Album Thụy Sĩ (Schweizer Hitparade)           | 4      |
| Album Anh Quốc (OCC)                          | 83     |
| Album Hoa Kỳ Billboard 200                    | 85     |
| Album Hoa Kỳ Top Dance/Electronic (Billboard) | 2      |
| Album Hoa Kỳ Independent (Billboard)          | 10     |

## lịch sử phát hành
| Khu    | Ngày                | định dạng             | Nhãn                                |
| ------ | ------------------- | --------------------- | ----------------------------------- |
| Hà Lan | 23 tháng 1 năm 2015 | Digital Download * CD | Cloud 9 Music                       |
| Quốc   | 23 tháng 1 năm 2015 | Digital Download * CD | Sony Music UK                       |
| Canada | 23 tháng 1 năm 2015 | Digital Download * CD | Ultra Records                       |
| Hoa Kỳ | 23 tháng 1 năm 2015 | Digital Download * CD | Ultra Records                       |
| Đức    | 23 tháng 1 năm 2015 | Digital Download * CD | Cloud 9 Music Kontor Records [ 24 ] |
| Pháp   | 23 tháng 1 năm 2015 | Digital Download * CD | Scorpio Music                       |